# Наталі Ламбер
Наталі Ламбер (фр. Nathalie Lambert) — канадська ковзанярка, що спеціалізувалася в шорт-треку, олімпійська чемпіонка та медалістка, багаторазова чемпіонка світу, зокрема триразова в багатоборстві.
Золоту олімпійську медаль та звання олімпійського чемпіона Ламбер виборола на Альбервільській олімпіаді 1992 року в складі канадської естафетної команди в естафеті 3000 метрів. На наступній Олімпіаді в Ліллегаммері канадська команда фінішувала другою, що принесло Ламбер срібну олімпійську медаль. Ще одну срібну медаль Ламбер привезла з Ліллегаммера за друге місце на дистанції 1000 м. 
Попри те, що Ламбер не виграла жодної особистої золотої медалі на Олімпіадах, її вважають однією з найкращих шорт-трекісток в історії спорту. На чемпіонаті світу 1991 року в Сіднеї вона скинула з трону свою подругу-суперницю Сільві Дегль. 30 червня 2016 року Ламбер була зарахована в офіцери Ордену Канади. ЇЇ також запровадили в Залу слави канадського спорту. 

## Зовнішні посилання
- Досьє на sports-reference.com

## Виноски
1. ↑  SpeedSkatingStats
2. ↑  Olympedia — 2006.
3. ↑  Albertville 1992 Official Report (PDF). Le Comite d'Organisation des Jeux Olympiques Albertville. LA84 Foundation. 1992. Архів оригіналу (PDF) за 26 лютого 2008. Процитовано 16 січня 2014.
4. 1 2  Lillehammer 1994 Official Report - Volume 3 (PDF). Lillehammer Olympic Organizing Committee. LA84 Foundation. 1994. Архів оригіналу (PDF) за 2 грудня 2010. Процитовано 16 січня 2014.
5. ↑  Globe and Mail Staff (30 червня 2016). Canada's Honour Roll. Globe and Mail. Архів оригіналу за 6 квітня 2019. Процитовано 5 травня 2018.